# Wygadana
Wygadana – minialbum grupy Dagadana, pierwsze płytowe wydawnictwo muzyczne zespołu wydane jesienią 2008 roku.
Album został udostępniony w wersji cyfrowej w serwisie Bandcamp.

## Lista utworów
Opracowano na podstawie materiału źródłowego.
| Nr | Tytuł utworu        | Długość |
| -- | ------------------- | ------- |
| 1. | „Tango”             | 6:40    |
| 2. | „Szumila liszczyna” | 6:26    |
| 3. | „Akademia”          | 4:09    |
| 4. | „Kolir szczastia”   | 5:44    |
| 5. | „Roman”             | 4:35    |
|    |                     | 27:34   |

## Wykonawcy
- Daga Gregorowicz – wokal, elektronika[5]
- Dana Vynnytska – wokal, instrumenty klawiszowe[5]
- Mikołaj Pospieszalski – kontrabas, skrzypce[5]